# Dionisio Vicente
Dionisio Vicente Ramos, foi um frei franciscano espanhol que nasceu no dia 9 de outubro de 1871 em Teruel na Espanha. Durante a Guerra Civil Espanhola, ele foi morto em 1936 em Granollers, juntamente com os freis Alfonso Lopez, Modesto Vegas, Pedro Rivera, Francisco Remón e Miguel Remón. O Papa João Paulo II em 2001, aprovou a sua beatificação, juntamente com 233 mártires.

## Biografia

### Vida e Martírio
Dionisio Vicente Ramos nasceu no dia 9 de outubro de 1871 em Teruel na Espanha. Na juventude, entrou na Ordem dos Frades Menores Conventuais na Itália.
Exerceu diversos ministérios, como penitenciário na basílica de Loreto, professor nos seminários diocesanos e da Ordem, formador de candidatos à Ordem, tanto na Itália como na Espanha. Uma doença ocular limitava suas atividades na velhice. Durante a eclosão da perseguição religiosa da Guerra Civil Espanhola, se refugiou na casa de amigos, mas foi encontrado e fuzilado no dia 31 de julho de 1936 em Granollers.

### Beatificação
Após a mortes dos religiosos conventuais, o bispo da Arquidiocese de Barcelona iniciou o processo de beatificação no dia 15 de outubro de 1953. Depois disto, o Papa João Paulo II aprova o seu martírio no dia 26 de março de 1999 e no dia 11 de março de 2001 beatifica 233 mártires, entre eles, os da Ordem Franciscana:
- Frei Alfonso Lopez
- Frei Modesto Vegas
- Frei Pedro Rivera
- Frei Francisco Remón
- Frei Miguel Remón